# Warner Bros.
Warner Bros. Entertainment, Inc., (comunemente nota come Warner Bros., o abbreviata in WB o WBEI), è una casa di produzione e distribuzione cinematografica e televisiva statunitense, sussidiaria di Warner Bros. Discovery.
La società ha sede a Burbank, in California. Alcune delle principali divisioni che fanno parte della società sono la Warner Bros. Pictures, la Warner Bros. Television, la Warner Home Video, la Warner Bros. Interactive Entertainment, la Warner Bros. Consumer Products, la Warner Bros. Animation e la DC Entertainment. Warner è anche proprietaria di una buona parte dell'emittente The CW.

## Storia

### Gli inizi: dalla creazione agli anni quaranta
Era il 1918 quando i quattro fratelli Harry (presidente), Albert, Sam e Jack Warner fondarono il primo studio sul Sunset Boulevard di Hollywood, a quel tempo il nome era Warner Bros. I fratelli Warner, all'inizio della loro attività, aprirono una piccola sala cinematografica di 99 posti chiamata La Cascata, a New Castle, Pennsylvania. Le sedie per sedersi furono fornite ai giovani imprenditori da un'agenzia di pompe funebri. Quando però essa organizzava veglie funebri, gli spettatori de La Cascata rimanevano in piedi. Nel 1918 a Los Angeles, sul Sunset Boulevard di Hollywood, nascono i Warner Bros. West Coast Studios. Cinque anni più tardi, nel 1923 la società mutò il nome in Warner Bros. Pictures, con sede negli studi di Burbank, California, negli Stati Uniti. Nel 1925, acquista il circuito di distribuzione della Vitagraph e l'anno successivo sviluppa un accordo con la Western Electric per il sistema sonoro Vitaphone, che consiste nell'utilizzo di tracce sonore registrate su disco sincronizzate alle immagini durante la proiezione. Nel 1926, lo studio produce il primo film con sistema Vitaphone, Don Giovanni e Lucrezia Borgia (Don Juan) di Alan Crosland, con John Barrymore. Nel 1927 sorprende tutti producendo il film Il cantante di jazz, diretto ancora da Crosland con Al Jolson, che contiene una sequenza sonora; la novità tecnologica permette alla Warner di ottenere un Premio Oscar speciale per l'importante apporto allo sviluppo del cinema. Fu grazie al film Il cantante di jazz (1927) che l'azienda cinematografica si salvò dal fallimento durante la crisi finanziaria degli anni venti.
L'anno successivo è la volta di Lights of New York, primo film interamente parlato. Nello stesso periodo acquisisce la catena di sale della Stanley Company. Negli anni trenta, lo studio si specializza nella produzione di film dallo stile concitato e crudo, spesso riguardanti tematiche sociali. Particolarmente riuscita è la serie di film di gangster che lancia nomi come James Cagney, con Nemico pubblico (Public enemy, 1931) di William Wellman, Edward G. Robinson, con Piccolo Cesare (Little Caesar, 1931) di Mervyn LeRoy, e Humphrey Bogart con Una pallottola per Roy (High Sierra, 1941) di Raoul Walsh. Non si lascia scappare però anche il genere del musical: nel 1933, si concentra nella realizzazione di due tra i più importanti musical del decennio, quali Quarantaduesima strada (42nd Street) di Lloyd Bacon e La danza delle luci (Gold Diggers, del 1933), di Mervyn LeRoy, impreziositi soprattutto dalle coreografie di Busby Berkeley. Lo studio avrà molti fastidi a causa di una diva determinata e tumultuosa quale Bette Davis, che nel 1936 viene citata dalla Warner quando si trasferisce in Inghilterra per girare altri film. L'attrice perderà la causa ma provocherà un grande scossone nello studio system hollywoodiano, così da poter realizzare film sempre targati Warner ma di livello, come Figlia del vento (Jezebel, 1938) e Ombre malesi (The letter, 1940), entrambi diretti da William Wyler.
A partire dagli anni trenta, la Warner Bros. comincia, peraltro, a produrre la fortunata serie di cartoni animati Looney Tunes, capitanati da personaggi come Bugs Bunny e Daffy Duck (frutto della bravura di animatori come Jack King e Friz Freleng). Negli anni della seconda guerra mondiale, lo studio si dedica alla produzione di film di successo, spesso propagandistici, come il celeberrimo Casablanca (Casablanca, 1942) di Michael Curtiz, con Humphrey Bogart e Ingrid Bergman. Verso la fine del decennio la Warner rinvigorisce la carriera di Joan Crawford, permettendole di guadagnarsi un Oscar per Il romanzo di Mildred (Mildred Pierce, 1945) di Michael Curtiz. Dà poi una svolta a quella di Olivia de Havilland, anche lei costretta a battersi per poter partecipare a film migliori, e lancia future dive come Lauren Bacall e Doris Day.

### Dagli anni cinquanta agli anni settanta, cessione alla Kinney
Negli anni cinquanta, lo studio perde la proprietà delle sale della Stanley Company, ma non si lascia abbattere, producendo numerosi film di successo: prima con la versione cinematografica di Un tram che si chiama Desiderio di Elia Kazan, che ottiene 4 premi Oscar e consacra le carriere dei protagonisti Marlon Brando e Vivien Leigh; poi con nomi del calibro di Judy Garland - che rinasce grazie al successo di È nata una stella (A star is born, 1954) di George Cukor -, la già citata Doris Day, e consacra un altro mito, quello di James Dean col celebre Gioventù bruciata (Rebel without a cause, 1955) di Nicholas Ray. In particolare Brando e Dean vennero avvicinati dalla Warner che li voleva tenere sotto contratto per altre pellicole: tuttavia Brando preferì accettare l'offerta della 20th Century Fox per Viva Zapata!, mentre Dean morì prematuramente prima di accettare.
Sempre nella metà degli anni cinquanta altre produzioni rilevanti, sono nel genere western, l'importante collaborazione nel 1956 con John Ford per Sentieri selvaggi, una delle prime produzioni complete della Warner, al quale seguì Un dollaro d'onore (1959) di Howard Hawks.
Il 19 marzo 1958 lo studio lancia la Warner Bros. Records, sussidiaria con la quale entra con successo anche nel mercato musicale internazionale.
Con l'arrivo degli anni sessanta rilevante è la collaborazione con Audrey Hepburn - nell'apprezzato musical My Fair Lady di George Cukor. Anni prima vi era stata una grave crisi delle major, che colpì anche la Metro-Goldwyn-Mayer, azienda con la quale la Warner riuscì a salvarsi dalla bancarotta distribuendo alcune sue pellicole come Gli ammutinati del Bounty e Il dottor Živago. Nel 1967, la società viene rilevata dalla Seven Arts dei canadesi Eliot e Kenneth Hyman, anche se Jack Warner rimane all'interno della società in veste di vicepresidente. Nel 1969 gli Hyman cedono la Warner alla multinazionale Kinney Productions, e la denominazione muta in Warner Bros. Inc., sotto la guida di Ted Ashley  Jack Warner, lasciato all'oscuro dell'operazione, decide di lasciare la società e dedicarsi alle produzioni indipendenti sino al 1973, anno in cui decide di ritirarsi sino alla morte, avvenuta nel settembre 1978.
La compagnia continuerà a produrre grandi successi anche negli anni settanta, anche grazie ad attori quali Clint Eastwood, Paul Newman, Robert Redford e Barbra Streisand. Nel 1974 cambia nuovamente denominazione, in Warner Communications, e si lancia anche in altri mercati con Atari, Inc. e Six Flags.

### Dagli anni ottanta in poi
Nel 1989 si fonde con la Time Inc. nella Time Warner, lasciando comunque la denominazione "Warner Bros." allo studio di produzione.
Negli anni novanta la Warner Bros. acquista i diritti della serie di romanzi per ragazzi Harry Potter, che traspone al cinema per un totale di 8 film dal 2001 al 2011, diventando la serie di film dai maggiori incassi della storia senza considerare l'inflazione. L'ultimo film Harry Potter e i Doni della Morte - Parte 2 è il più grande successo al botteghino della compagnia, essendo l'unico film insieme a Il cavaliere oscuro del 2008 ad aver superato il miliardo di dollari di incasso.
Nel 1995, unitamente allo studio Tribune Company, la Warner fonda inoltre la WB Television Company, attraverso la quale vengono lanciate serie di successo come Buffy l'ammazzavampiri, Smallville, Dawson's Creek, One Tree Hill e tantissime altre. Nel 2006 la WB Television Company viene chiusa, e al suo posto viene fondata l'emittente The CW.
Nel 2018 la Time Warner viene acquisita dalla AT&T, che ne cambia il nome in WarnerMedia. Nel 2022 il gruppo viene ceduto e fuso con la Discovery Inc. nella Warner Bros. Discovery.
Nel 2023, in occasione del centenario dalla nascita, la Warner Bros. lancia una campagna di cortometraggi focalizzati sulla rirealizzazione dei classici della compagnia cinematografica.

## Saghe
Questa è una lista di film, di cui la Warner Bros. ha prodotto un franchise, cioè ha prodotto o sta producendo sequel, prequel, spin-off e reboot.

### Attualmente in produzione
| Franchise                                      | Anni     | Note                                                                                   |
| ---------------------------------------------- | -------- | -------------------------------------------------------------------------------------- |
| Looney Tunes                                   | Dal 1930 |                                                                                        |
| Tom & Jerry                                    | Dal 1940 | prodotto con Hanna-Barbera & Metro-Goldwyn-Mayer                                       |
| Scooby-Doo                                     | Dal 1969 | prodotto con Hanna-Barbera                                                             |
| Happy Feet                                     | Dal 2006 | prodotto con Village Roadshow Pictures e Kennedy Miller Mitchell                       |
| 300                                            | Dal 2007 | prodotto con Legendary Pictures, Cruel and Unusual Films                               |
| Sherlock Holmes                                | Dal 2009 | prodotto con Village Roadshow Pictures e Silver Pictures                               |
| Scontro tra titani                             | Dal 2010 | prodotto con Legendary Pictures                                                        |
| DCEU                                           | Dal 2013 | prodotto con DC Comics                                                                 |
| The LEGO Movie                                 | Dal 2014 | prodotto con Village Roadshow Pictures, DC Comics e LEGO Group                         |
| Pokémon                                        | Dal 2019 | prodotto con Legendary Pictures e The Pokémon Company                                  |
| MonsterVerse                                   | Dal 2014 | prodotto con Legendary Pictures                                                        |
| Animali fantastici e dove trovarli             | Dal 2016 | prodotto con Heyday Films                                                              |
| Prodotti in collaborazione con New Line Cinema |          |                                                                                        |
| Mortal Kombat                                  | Dal 1995 | prodotto con Midway e DC Comics. Il film in Italia è stato distribuito da Cecchi Gori. |
| Viaggio al centro della Terra 3D               | Dal 2008 | prodotto con Walden Media                                                              |
| L'evocazione - The Conjuring                   | Dal 2013 | prodotto con The Safran Company e Evergreen Media Group                                |

### Precedentemente in produzione
| Titolo                                         | Anni        | Note                                                                                 |
| ---------------------------------------------- | ----------- | ------------------------------------------------------------------------------------ |
| Ocean's Trilogia                               | 1960–2007   |                                                                                      |
| L'ispettore Callaghan                          | 1971–1988   | prodotto con Malpaso Productions                                                     |
| La fabbrica di cioccolato                      | 1971-2005   |                                                                                      |
| L'esorcista                                    | 1973–2005   |                                                                                      |
| Bugs Bunny                                     | 1975-1999   |                                                                                      |
| Bentornato Dio!                                | 1977–1984   |                                                                                      |
| Superman                                       | 1978-1987   |                                                                                      |
| Palla da golf                                  | 1980-1988   | prodotto con Orion Pictures                                                          |
| Arturo                                         | 1981-2011   | prodotto con Orion Pictures                                                          |
| National Lampoon's Vacation                    | 1983–1997   |                                                                                      |
| Daffy Duck                                     | 1983-1988   |                                                                                      |
| Scuola di Polizia                              | 1984–1994   |                                                                                      |
| Gremlins                                       | 1984–1990   |                                                                                      |
| La storia infinita                             | 1984–1996   |                                                                                      |
| Arma letale                                    | 1987–1998   | prodotto con Silver Pictures                                                         |
| Trappola in alto mare                          | 1992–1995   |                                                                                      |
| Free Willy - Un amico da salvare               | 1993–2010   | prodotto con Regency Enterprises                                                     |
| Due irresistibili brontoloni                   | 1993–1995   |                                                                                      |
| Ace Ventura                                    | 1994–2009   | prodotto con Morgan Creek Productions                                                |
| Richie Rich                                    | 1994 - 1998 | prodotto con Harvey Comics e Silver Pictures.                                        |
| Shiloh                                         | 1996 - 2006 | Questi film sono inediti in Italia                                                   |
| Terapia e pallottole                           | 1999–2002   |                                                                                      |
| Matrix: la trilogia                            | 1999–2003   | prodotto con Village Roadshow Pictures e Silver Pictures                             |
| FBI: Protezione testimoni                      | 2000–2004   |                                                                                      |
| Miss Detective                                 | 2000–2005   |                                                                                      |
| Cani e gatti                                   | 2001–2010   | prodotto con Village Roadshow Pictures                                               |
| Harry Potter                                   | 2001–2011   | prodotto con Heyday Films                                                            |
| 4 amiche e un paio di jeans                    | 2005–2008   |                                                                                      |
| Il Cavaliere Oscuro (Batman)                   | 2005-2012   | prodotto con DC Comics                                                               |
| Una notte da leoni                             | 2009–2013   | prodotto con Legendary Pictures e Green Hat Films                                    |
| La peggior settimana della mia vita            | 2011-2012   | prodotto con Colorado Film e RTI. Questi film sono stati distribuiti solo in Italia. |
| Prodotto in collaborazione con New Line Cinema |             |                                                                                      |
| Gekitotsu! Satsujin ken                        | 1974–1976   | prodotto con Toei Company                                                            |
| Non aprite quella porta                        | 1974 - 2006 | prodotto con Platinum Dunes                                                          |
| Nightmare                                      | 1984–2010   |                                                                                      |
| Critters                                       | 1986–1992   |                                                                                      |
| House Party                                    | 1990–2001   | Questi film sono inediti in Italia                                                   |
| Tartarughe Ninja                               | 1990–2007   |                                                                                      |
| Guyver                                         | 1991–1994   |                                                                                      |
| Il tagliaerbe                                  | 1992–1996   |                                                                                      |
| La mia peggiore amica                          | 1992 - 2008 |                                                                                      |
| The Mask                                       | 1994–2005   | prodotto con Dark Horse Entertainment                                                |
| Scemo & più scemo                              | 1994–2003   |                                                                                      |
| Friday                                         | 1995–2002   | Questi film sono inediti in Italia                                                   |
| Austin Powers                                  | 1997–2002   |                                                                                      |
| Blade                                          | 1998–2004   | prodotto con Marvel Entertainment                                                    |
| Rush Hour - Due mine vaganti                   | 1998–2007   |                                                                                      |
| Dungeons & Dragons                             | 2000-2005   |                                                                                      |
| Final Destination                              | 2000–2011   |                                                                                      |
| American Trip                                  | 2004–2011   |                                                                                      |
| Sex and the City                               | 2008–2010   | prodotto con HBO Films                                                               |
| Lo Hobbit                                      | 2012-2014   | prodotto con Metro-Goldwyn-Mayer e WingNut Films                                     |

## Studi di coproduzione
- Golden Harvest
- Concord Production Inc.

Sussidiarie
- DC Entertainment
- New Line Cinema

Studi di coproduzione
- Alcon Entertainment
- Appian Way Productions
- Berlanti Productions
- Carousel Produtions
- Cruel and Unusual Films
- Heyday Films
- J.W. Productions
- Langley Park Productions
- Life's Too Short
- Malpaso Productions
- Green Hat Films
- 22nd & Indiana Pictures
- Lin Pictures
- Pearl Street Films
- Team Downey
- Vertigo Entertainment
- Village Roadshow Pictures

Ex studi di coproduzione
- Offspring Entertainment
- Silver Pictures (1987–2012)
- RatPac-Dune Entertainment (2014-2018)
- The Zanuck Company (1989–2012)
- Legendary Pictures (2005-2022)

## Loghi

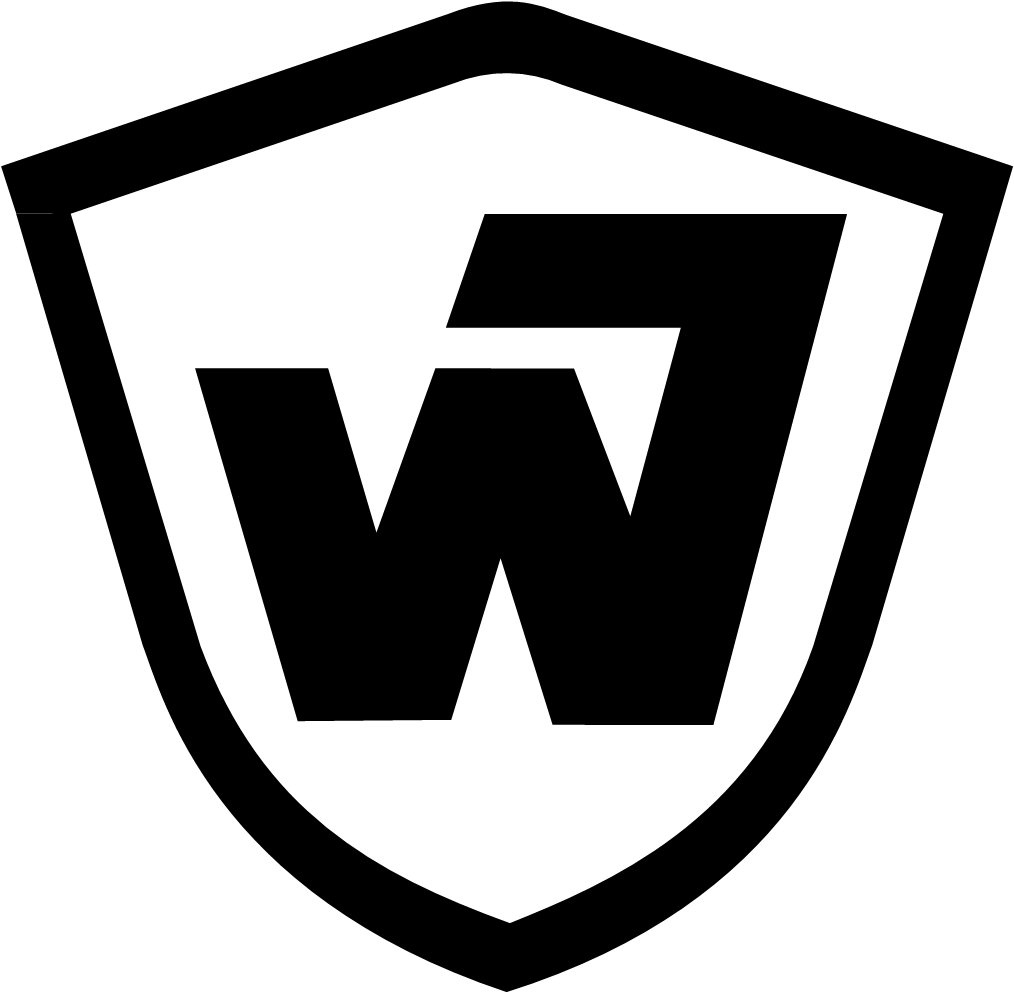
Dopo la vendita di fine anno di Jack Warner nel 1966 a Seven Arts Productions, la società fu conosciuta come Warner Bros.-Seven Arts dal 1967 al 1969. Il logo della società fu utilizzato fino al 1972.

- Dal 1923 al 1930 sopra il logo c'è scritto a WARNER BROTHERS e sotto CLASSICS of the SCREEN. Nello sfondo c'erano degli alberi in un parco, nello sfondo del logo c'era la caratteristica scritta W-B che stava appunto per Warner Brothers e sopra la scritta c'era una fotografia della sede.
- Dal 1930 al 1940, il logo è quello oggi conosciuto, senza la foto della sede e con la scritta W-B più grande. Sotto stava scritto Presents. Per la prima volta fu messo uno sfondo con le nuvole.
- Dal 1940 al 1950, scompaiono il nastro con scritto Warner Bros. Pictures che copre il logo e la scritta sotto Presents. Inoltre, lo sfondo è la sabbia (o una specie).
- Dal 1950 al 1976, il logo contiene qualche piccolo ritocco e riappare la scritta Presents. Al centro del logo c'è scritto Jack L. Warner Executive Producer. Lo sfondo è nero con un cerchio di luce bianco. Con l'arrivo del colore nei film, il logo è di colore oro su sfondo rossiccio. In alcune versioni è giallo e blu senza la scritta Jack L. Warner Executive Producer su sfondo nero, appariva il logo Warner Bros.-Seven Arts in bianco e nero, oppure poteva anche essere costituito da due linee spesse rosse abbastanza lunghe (dopo bianche) e una più corta: sotto le linee rosse (su sfondo nero) appariva WARNER BROS. e sotto le linee bianche (su sfondo rosso con linee su sfondo nero) appariva A WARNER COMMUNICATIONS COMPANY PRESENTS.
- Dal 1976 al 1998 il logo è sempre quello oggi conosciuto, con le seguenti scritte: A WARNER COMMUNICATIONS COMPANY, A TIME WARNER COMPANY e A TIME WARNER ENTERTAINMENT COMPANY. Lo sfondo è quello con le nuvole.
- Dal febbraio 1998 al 14 gennaio 2021, in occasione del 75º anniversario dello studio cinematografico, il logo inizia dal lato destro dove si possono vedere vari edifici tra cui appunto anche la sede della Warner Bros. (si può vedere il logo anche da lì), colorati in oro (che è il colore del logo, oltre al blu) che ondeggiano per 5 secondi fino a rilevare finalmente il logo con la scritta sotto A Time Warner Company (dal 2003 al 2021, infatti prima appariva la scritta A TIME WARNER ENTERTAINMENT COMPANY, dal 1998 al 2001, poi An AOL Time Warner Company, dal 2001 al 2003) che appare in dissolvenza poco prima che il logo stia fermo (è ancora il logo attuale). Lo sfondo è sempre quello delle nuvole. Un logo simile è quello della Web Stars Channel (fatto vedere per la prima volta in Game Therapy), con poche differenze: lo sfondo degli edifici è grigio, l'ondeggiatura dura 3 secondi in meno ed è fatto vedere sul davanti del logo. Dal 15 gennaio 2021 al 2023, la grafica subisce un restyling, sebbene il sottofondo musicale è lo stesso (la musica è un riarrangiamento della colonna sonora del film Casablanca, ovvero As time goes by). A partire dal film Wonka dal 2023, il logo fu cambiato di nuovo ma stavolta più fedele al logo del 1998 con una nuova fanfara creata da Jacob Yoffee.
- Nel caso in cui il film prodotto da Warner Bros. sia coprodotto da New Line Cinema accade questo: il logo emerge dalle nuvole bianche anziché iniziare dal lato destro. Dopodiché incomincia a scomporsi facendo cambiare visuale. Su uno sfondo con nuvole blu inizia a comporsi il logo New Line Cinema (in oro come il logo Warner Bros.).

Il logo, disegnato da Saul Bass, è stato utilizzato dal 1972 al 1984. Attualmente è utilizzato dalla Warner Music Group, scorporata separatamente.

### Loghi speciali
- Nel film Harry Potter e la camera dei segreti il logo emerge da delle nuvole blu, poi si avvicina piano fino a cadere giù nel vuoto.
- Nel film Looney Tunes: Back in Action il logo si allontana fino a raggiungere le dimensioni del logo Warner Bros. all'inizio della sigla di ogni cartone animato dei Looney Tunes cambiando anche sfondo.
- Nel film Harry Potter e il prigioniero di Azkaban il logo fa la stessa cosa che fa nel secondo film, solo che appare dopo 3 fasci di luce dell'incantesimo Lumos Maxima e per di più non è colorato come nel secondo film (è grigio e trasparente quindi il logo oltrepassa invece che cadere giù).
- In tutto il resto della saga di film di Harry Potter (anche Animali fantastici e dove trovarli) il logo emerge dalle nuvole come nel secondo film ma è grigio e senza fondo come il terzo film. Nel sesto film, tuttavia, le nuvole sono illuminate dai lampi; mentre nel settimo (parte 1) il logo si arrugginisce e si sente un suono di ferraglia, nella seconda parte invece è un grigio lapidario e compare dopo un lampo.
- Nel film La fabbrica di cioccolato i loghi Warner Bros. e Village Roadshow Pictures appaiono emergendo e scomparendo nella nebbia. I loghi sono di colore marrone chiaro.
- Nella maggior parte dei film degli anni 2000 diretti da Clint Eastwood, ad esempio Lettere da Iwo Jima, viene usato il logo anni ottanta con poche differenze: il logo è in bianco e nero su sfondo nero, è meno ingrandito rispetto all'originale e c'è scritto A Time Warner Company anziché A WARNER COMMUNICATIONS COMPANY.
- Nel film 300 i loghi Warner Bros., Legendary Pictures e Virtual Studios appaiono normalmente ma con pochissime differenze: i loghi sono di colore marrone e scompaiono nelle nuvole anch'esse marroni.
- Nel film Ti stimo fratello, il logo va a ritmo di musica su sfondo nero con luci da discoteca.
- Nel film Argo viene usata la versione del logo anni settanta con due strisce lunghe e una corta con la scritta A TIME WARNER COMPANY anziché A WARNER COMMUNICATIONS COMPANY PRESENTS.
- Nel film The LEGO Movie il logo sia di Warner sia di Village Roadshow Pictures sono stati fatti con mattoncini LEGO.
- Nei primi film del DC Extended Universe e in LEGO Batman - Il film il logo di Warner e di colore scuro in tono dark.
- Nel film Osmosis Jones il logo ha l'aspetto di un microorganismo che pulsa ed è dotato di flagelli e appare in un insieme di microorganismi immersi in un liquido.
- Nel film The Losers il logo appare da uno sparo reso a fumetti e il logo stesso è realizzato come un fumetto, in avorio con sfondo e scritte nere. Sotto campeggia la scritta A Time Warner Company.
- Nel film Il regno di Ga'hoole - La leggenda dei guardiani il logo compare in mezzo alle nuvole durante l'alba, illuminato da dietro dal Sole nascente, preceduto e seguente il volo di un gufo.
- Nel film Splice il logo è reso come una radiografia e si dissolve con lo zoom.
- Nel film Cani e gatti - La vendetta di Kitty il logo appare come ologramma.
- Nel film L'orso Yoghi il logo inizia sempre con gli stabilimenti cinematografici ma non è oro, bensì verde lo spessore e in legno la parte frontale con la scritta Warner Bros. Pictures in verde, mentre A Time Warner Company in marrone. Il tutto su sfondo con nuvole disegnate in stile cartone animato.
- Nel film Sucker Punch il logo inizia con l'accensione dei lampadari in un teatro nella penombra più assoluta e poi si illumina il sipario su cui è stampato il logo della Warner in bianco.
- Nel film Cappuccetto Rosso Sangue il logo è sempre quello con gli stabilimenti che sono in bianco e nero e il logo color argenteo.
- Nel film Arturo torna il logo con gli stabilimenti che appare dietro un effetto a bollicine, ed è tutto d'oro ricordante lo champagne.

Logo Warner Bros. utilizzato dal 1953 al 1967 e di nuovo dal 1984 al 2019.

- Nel film Lanterna Verde si apre sempre con gli stabilimenti ma l'interno del logo è verde smeraldo luccicante con l'universo come sfondo.
- Nel film Harold & Kumar - Un Natale da ricordare il logo è quello classico giallo con sfondo azzurro e appare mentre nevica con fiocchi ingranditi su uno sfondo di nuvole disegnato, per poi frammentarsi in vari pezzi (vedi paragrafo precedente).
- Nel film Sherlock Holmes - Gioco di ombre il logo appare disegnato a matita sulla prima pagina di un libro dopo che questo viene aperto.
- Nel film Il cavaliere oscuro - Il ritorno tanto gli stabilimenti quanto il logo in sé hanno la tonalità blu dell'effetto ciano presenti sulle macchine fotografiche o sugli smartphone.
- Nel film Viaggio nell'isola misteriosa il logo appare da nuvole marroncine con i colori classici giallo e blu ma resi in modo metallico per poi scomporsi e cambiare visuale (vedi paragrafo precedente).
- Nel film La furia dei Titani il logo compare dall'angolo in alto a sinistra disegnato su pietra come una pittura rupestre e illuminato da un fuoco che non si vede.
- Nel film Rock of Ages il logo argenteo compare già in cielo illuminato dal basso da due fari luminosi (come quelli da discoteca) per poi scomporsi.
- Nel film Jimmy Bobo - Bullet to the Head l'intro si apre con uno sparo di pistola che il cui bossolo perfora il logo coi classici colori, oltrepassandolo da dietro e mandandolo in frantumi.
- Nel film L'uomo d'acciaio il logo compare di taglio (come nell'intro con gli edifici ma senza di essi), con lo spessore inciso da dei simboli. Il tutto, scritte comprese, in grigio pietra.
- Nel film Gravity il logo è bianco e appare in dissolvenza su sfondo completamente nero. Anche le scritte son bianche.
- Nei film L'evocazione - The Conjuring e Annabelle 2: Creation il logo compare dalle nuvole in tono dark ma fondo interno per poi scomporsi.
- Nel film Il grande Gatsby il logo compare all'interno di una fantasia geometrica nello stile del cinema muto in B/N.
- Nel film 300 - L'alba di un impero il logo è un bassorilievo gigante sulle porte del palazzo che si spalancano verso l'interno.
- Nel film Edge of Tomorrow - Senza domani il logo è quello classico con gli stabilimenti ma la tonalità è più scura.
- Nel film Interstellar il logo è come il precedente ma tutto (logo compreso) nella tonalità del seppia.
- Nel film Jupiter - Il destino dell'universo il logo è come il precedente con le sole differenze che non ha fondo interno, è reso metallico con dei simboli sulla WB e sullo scudo e lo sfondo delle nuvole si muove velocemente.
- Nel film Mad Max: Fury Road il logo compare sempre di taglio ed è bronzeo. Dopo una sequenza in nero il logo ricompare insanguinato. Lo sfondo è bruciato, come rovente.
- Nel film Operazione U.N.C.L.E. il logo è rosso senza fondo e compare su sfondo nero in questo modo: prima viene disegnato lo scudo in senso antiorario, poi compare la W seguita dalla B, su tutto troneggia la scritta Warner Bros. Pictures con scritte rosse e fondo nero.
- Nel film The Gallows - L'esecuzione il logo compare tra le nuvole avvicinandosi per poi scomporsi. Il tutto in tonalità rosso sangue.
- Nel film Batman v Superman: Dawn of Justice il logo è grigio e appare in dissolvenza su sfondo nero mentre una foglia autunnale gli transita davanti.
- Nel film Lights Out - Terrore nel buio il logo è biancastro e reso come un neon rotto che riverbera. Compare tra le nuvole bluastre avvicinandosi, con la scritta A TIME WARNER COMPANY in dissolvenza.
- Nel film Suicide Squad il logo è realizzato come un neon multicolor (il fondo è rosso dietro la W e blu dietro la B) su sfondo anche variopinto in progressione verso lo spettatore. è illuminato da dietro da una luce verde nella parte superiore e alcune lettere della scritta WARNER BROS. (ecc.) sono intermittenti come rotte (N, OS ecc.), la scritta PICTURES però cambia grafia mentre il logo si spegne.
- Nel film Sully il logo è argenteo e compare in dissolvenza da nero da destra a sinistra su sfondo nero.
- Nel film Collateral Beauty il logo è biancastro e compare su sfondo bianco (in stile ospedaliero) allontanandosi. Verso la fine è illuminato da una luce nella parte alta a sinistra dello scudo.
- Nel film Kong: Skull Island il logo in grigio appare in mezzo a un banco di nubi su cielo azzurro, avvicinandosi per poi piegarsi di lato e farsi attraversare sotto la scritta WARNER BROS. (ecc).
- Nel film King Arthur - Il potere della spada il logo compare da nero come arroventato, per poi raffreddarsi e lasciare infuocate solo alcune rune presenti sulla W e B. Il tutto mentre si avvicina per poi appiattirsi e farsi oltrepassare come nel caso presente.
- Nel film Wonder Woman l'intro è quella ancora attuale, descritta nel paragrafo precedente.
- Nel film Casa Casinò (The House) il logo appare su sfondo nero, come un'insegna multicolor al neon dei casinò.
- Nel film Dunkirk l'intro è quello degli stabilimenti ma tutto in azzurro; una volta apparso il logo le nuvole scompaiono e rimane uno sfondo nero.
- Nel film It il logo dai colori classici appare dalle nuvole avvicinandosi con la scritta A TIME WARNER COMPANY in dissolvenza. La grafica però resa con effetto invecchiamento. Anche qui il logo si scompone.
- Nel film LEGO Ninjago - Il film il logo appare da nero con lo scudo riprodotto più volte e concentricamente allontanandosi, finché non raggiunge la dimensione classica. Allora compare il logo giallo e azzurro con sotto la scritta A TIME WARNER COMPANY in marroncino. Sotto tutto ci sono quattro caratteri giapponesi e sotto la scritta IN WARNER COLOR, entrambi azzurri. L'intro è resa in sole retrò.

Logo Warner Bros. utilizzato dal 2019 al 2023.

- Nel film Blade Runner 2049 l'intro è quella con gli stabilimenti in B/N ma la visuale si sofferma sull'edificio della Warner il cui logo si accende sullo spessore dello scudo mentre compare di taglio. Prima di apparire del tutto, il logo scompare per un secondo con un effetto "interferenze televisive" per poi riapparire grigio (ma senza fondo) su sfondo della stessa tonalità e illuminato da una luce centrale da dietro. Il logo poi scompare sempre come interferenza.

## Parchi Tematici
Esistono vari parchi tematici dedicati a Warner Bros e ai marchi associati, anche se non gestiti interamente da Warner Bros.
- Movie World Australia aperto il 3 giugno 1991. (È il primo parco tematico Warner Bros)
- Parque Warner Madrid aperto il 6 aprile 2002. (Inizialmente chiamato Movie World Madrid, comprende un parco tematico e un parco acquatico: Parque Warner Beach)
- Warner Bros World Abu Dhabi aperto il 25 luglio 2018 (resort che comprende un parco tematico indoor e un hotel tematico)

In precedenza Warner Bros ha gestito anche l'attuale Movie Park Germany, chiamato Movie World Germany dal 1996 al 2004 e comprendeva un parco tematico. Dal 2005 il parco è stato venduto, perdendo la licenza del marchio Warner Bros ed è stato ribattezzato in Movie Park.